# 디자인진흥종합계획
디자인진흥종합계획은 산업디자인진흥법(법률 제16128호) 제3조 산업디자인진흥종합계획의 수립에 따라 산업통상자원부와 한국디자인진흥원이 산업디자인의 개발촉진과 진흥을 위해 약 5년 주기로 수립하고 공고하는 종합적인 계획이다.

## 역사
- 1993년 7월 7일, 상공자원부(현 산업통상자원부)는 디자인에 대한 범국민적 인식을 높이기 위한 ‘산업디자인 진흥대책’을 발표하였다. 산업디자인수준을 획기적으로 높이기 위해 92년까지 5백억원의 산업디자인포장진흥기금을 조성 및 융자지원하기로 했다.[2]
- 제1차 진흥종합계획(1993~1997)은 ‘국가 경쟁력 확보’를 중심으로 한다. 생산 기술을 선도하는 독창적 디자인을 중점적으로 개발하려 했고, 기업의 독자적인 개발을 위한 기반을 조성하고자 했다. 해외 디자인 전문가 초청 및 연수생 해외 파견이 이 시기에 이루어졌다.[3]
- 제2차 진흥종합계획(1998~2002)은 세계 일류 수준의 디자인 개발국으로 도약하는 것을 목표로 했다.[3] 산업디자인 전문 인력 및 산업디자인전문회사를 육성하고, 디자인 인프라를 구축하고자 노력했다. 취약한 산업디자인교육시설과 정보화시설, 전시관, 박물관, 창업보육시설 등을 갖춘 산업디자인센터를 분당에 설립하기로 했다.[4]
- 제3차 진흥종합계획(2003~2007)은 2007년 세계 7대 디자인 선진국 진입을 목표로 했다. 디자이너 보유기업을 현재 2만개에서 2007년까지 10만개로 늘리기 위해 ‘1사 1디자이너 보유운동’을 전개하고 디자인 벤처기업을 육성키로 했다. 지방의 디자인 혁신능력을 높이기 위해 광주·전라, 부산·경남, 대구·경북의 지역디자인센터를 중심으로 ‘디자인클러스터’를 조성키로 했다.[5]
- 제4차 진흥종합계획(2008~2012)은 창의적인 디자인 강국을 위한 토대를 만드는 것이었다. 디자인을 통한 혁신을 촉진시키고, 성장 동력을 만들어 시장을 확대하고자 했다. 시범사업으로 초등학교 방과후 학교에서 디자인프로그램을 운영하는 것을 확대하고 초등학교 미술교과서를 미술에서 '미술과 디자인'으로 개편하는 방안을 추진하고자 했다.[6]
- 제5차 진흥종합계획(2013~2019)은 ‘디자인산업융합 전략’이란 주제를 담고 있다. 융합형 디자인 대학을 2015년까지 30개로 늘리는 한편 공학 전공생을 대상으로 하는 디자인 과목을 개설키로 했다. 디자인 관련 분쟁이 일어날 경우 권리 보호와 분쟁 해결을 위해 '온라인 공지 증명제도'를 활성화할 방침을 마련하는가 하면, 중국, 태국, 베트남 등 신흥 국가에서 한류를 통해 한국형 디자인을 수출하는 방안을 추진키로 했다.[7]
- 2020년 한국디자인진흥원은 ‘비전 2050 선포식’에서 ‘스마트 혁명을 주도하는 디자인코리아’·‘글로컬(Glocal) 역량을 갖춘 디자인코리아’·‘안전하고 행복한 삶을 구현하는 디자인코리아’를 비전으로 제시했다.[8]